# Daybreak Game Company
Daybreak Game Company (wcześniej Sony Online Entertainment) – producent i wydawca gier komputerowych, dawniej zależny od firmy Sony. Wytwórnia została założona w 1995 roku z siedzibą w San Diego w Kalifornii w Stanach Zjednoczonych. 2 lutego 2015 roku firma została sprzedana przedsiębiorstwu inwestycyjnemu Columbus Nova.
Wytwórnia zajmuje się tworzeniem gier komputerowych typu MMOG, wydała m.in. gry: EverQuest, EverQuest II, The Matrix Online, PlanetSide, PlanetSide 2, Star Wars Galaxies.
Firma stworzyła też portal Station.com. Poza samą stroną klient poprzez aplikację na swoim komputerze ma możliwość ściągania gier wydawcy i ich rozszerzeń oraz różnego typu informacji czy nowości.